# Vattensäng

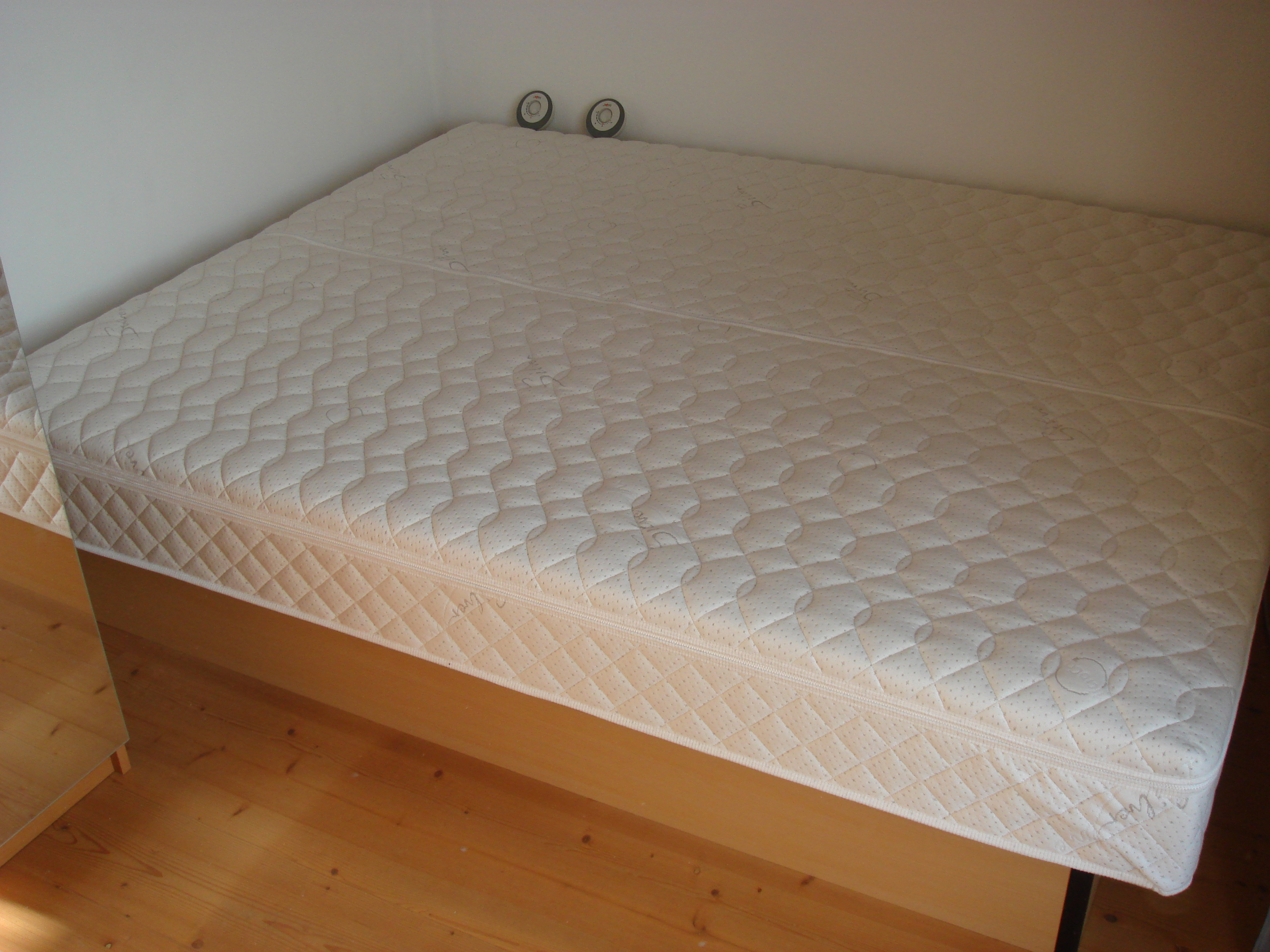
Vattensäng av softside-typ (160x200 cm) med dubbel uppvärmning

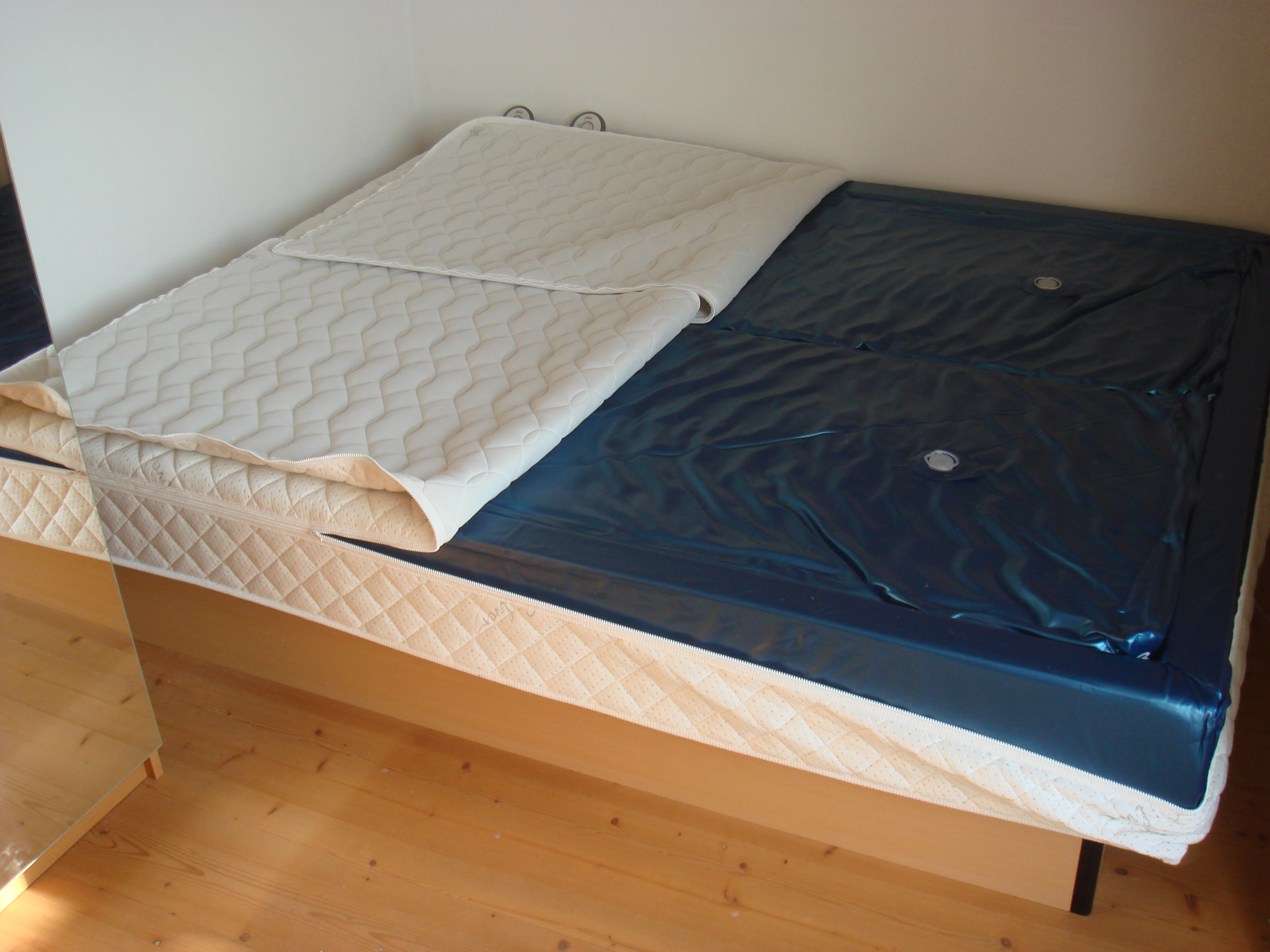
Vattensäng av softside-typ (160x200 cm) bestående av två vattenkammare och formbar isolering inuti kamrarna.

En vattensäng eller vattenmadrass är en säng eller madrass där innanmätet, till skillnad från skumgummimadrasser och resårmadrasser, består av vatten.

## Uppbyggnad
Det finns två sorters vattensängar, sådana med fasta sidor, hardside, och de med mjuka sidor, softside.
Hardsidesängar består av en vattenfylld madrass innesluten i en rektangulär ram av trä, som vilar på en plywoodskiva ovan på någon slags bärande konstruktion. I konstruktionen kan det ibland finnas utrymme för förvaring genom något slags lådsystem. Ramen kan, som på de flesta sängar, komma i olika utförande, mer eller mindre dekorerade beroende på tycke och smak.
En softsidesäng består av en vattenfylld madrass, där den omslutande ramen istället består av en lite mer styv skumplast, inuti ett fodral av tyg, vilket sedan vilar på en bärande konstruktion. Intentionen är att sängen därmed ska likna en vanlig säng och är formgiven för att kunna passa inuti en existerande sängram.
De tidiga vattenmadresserna, samt billigare modeller, har endast en kammare för vatten. I dessa kan kraftig rörelse i sängen ge upphov till vågeffekter inuti madrassen, vilket oftast tog tid innan det klingade av. Senare modeller har olika sorters "vågreducerande" åtgärder, till exempel olika sorters foder och flera sammanbundna vattenkammare. De mer exklusiva "vågfria" modellerna blandar vatten- och luftkammare.
Vattensängar är oftast uppvärmda och temperaturen regleras genom en termostat där olika värme kan ställas in efter behag. Vanligast är att den är inställd på normal hudtemperatur, cirka 30°C. En vanlig värmedyna förbrukar mellan 150 och 400 watt, men energiförbrukningen varierar beroende på sängens isoleringsförmåga, sorten bäddmadrass och rumstemperatur.
Själva vattenbehållaren består oftast av vinyl eller liknande material och kan vid behov repareras med hjälp av de flesta vinylreparationskit.

## Historia
Redan 1871 användes en vattensäng för funktionshindrade i Elmira, New York i USA. Författaren Mark Twain nämnde sängen kortfattat i sin artikel "A New Beecher Church", publicerad i New York Times den 23 juli 1871. 1873 tog den engelske doktorn William Hooper i Portsmouth patent på en typ av vattensäng. Han framställde den för att lindra liggsår hos sina patienter. Denna version läckte däremot en hel del och man kunde inte heller kontrollera vattnets temperatur, så uppfinningen ansågs vara ett misslyckande.
Den moderna vattensängen skapades 1968 av designstudenten Charles Hall vid San Francisco State University i USA, med viss hjälp av sina medstudenter Paul Heckel och Evan Fawkes. Ursprungligen ville Hall skapa en nyskapande stol och den första prototypen var en 136 kilo tung vinylsäck innehållande majsstärkelse, vilken dock blev obekväm. Senare försökte han fylla säcken med Jell-O, men även detta misslyckades. Detta gjorde att han gav upp idén och istället fokuserade på att skapa en säng och lyckades. Hall fick däremot inte patent på sin säng, på grund av att vattensängar redan beskrivits i romanerna Uppror i Utopia (1942), Dubbelstjärna (1956) och Främling på egen planet (1961) av den amerikanske science fictionförfattaren Robert A. Heinlein.

## För- och nackdelar
Vattensängar har flera fördelar gentemot vanliga sängar.
- Sängen kan värmas upp, vilket gör att den bli mer behaglig under vintern. Det blir lättare att somna i en varmare miljö eftersom detta sänker blodtrycket. Värmen hjälper även musklerna att slappna av, vilket resulterar i förbättrad blodcirkulation, som hjälper till att lindra värk och stelhet i muskler och leder.
- Bra komfort. Sängen formar sig efter kroppens former, vilket ger mindre belastning, särskilt kring leder. Vattensängar mildrar trycket på ryggraden och låter därför ryggradsmusklerna att slappna av helt, vilket hjälper att behandla nackvärk. För rörelse- och funktionshindrade personer kan vattensängar minska risken för liggsår.
- Det är omöjligt för smuts eller död hud att nå in i madrassen, som regelbundet kan torkas av med en trasa och vinylrengörare. Dessutom kan fodralet tvättas regelbundet. Detta nästan eliminerar risken för att husdammskvalster ska kunna frodas i sängen, vilka kan ge upphov till astma, eksem och allergier.

Det finns även nackdelar med vattensängar.
- Uppvärmningen av sängen drar mycket energi och kostar mycket pengar.
- Vissa hardsidesängar har andra dimensioner än vanliga sängar och är därför svåra att hitta passande sängkläder till. Softsidesängar har däremot standardmått.
- Att flytta en vattensäng är en mer besvärlig process, jämfört med en vanlig säng. Innan flytt måste madrassen tömmas på vatten och ramen nedmonteras och efter flytten måste ramen återmonteras och madrassen vattenfyllas igen.
- Det händer att madrassen springer läck.